# Kajal Aggarwal
Kajal Aggarwal (sinh 19 tháng 6 năm 1985), diễn viên Ấn Độ, hay xuất hiện trong các phim tiếng Telugu. Các phim tiêu biểu: Kyun...! Ho Gaya Na (2004 tiếng Hinđi), Lakshmi Kalyanam (2007), Chandamama (2007), Magadheera (2009), Darling (2010), Brindavanam (2010), Mr. Perfect (2011), Business Man (2012),...

## Các phim đã đóng
| Năm  | Phim                          | Vai diễn                                  | Language | Notes                                                                                           |
| ---- | ----------------------------- | ----------------------------------------- | -------- | ----------------------------------------------------------------------------------------------- |
| 2004 | Kyun! Ho Gaya Na...           | bạn của Diya                              | Hindi    |                                                                                                 |
| 2007 | Lakshmi Kalyanam              | Lakshmi                                   | Telugu   |                                                                                                 |
| 2007 | Chandamama                    | Mahalakshmi                               | Telugu   |                                                                                                 |
| 2008 | Pourudu                       | Samyukhta                                 | Telugu   |                                                                                                 |
| 2008 | Pazhani                       | Deepti                                    | Tamil    |                                                                                                 |
| 2008 | Aatadista                     | Sunnanda                                  | Telugu   |                                                                                                 |
| 2008 | Saroja                        | Pooja                                     | Tamil    | Cameo appearance                                                                                |
| 2008 | Bommalattam                   | Anitha                                    | Tamil    |                                                                                                 |
| 2009 | Modhi Vilayadu                | Easwari Lakshmiram                        | Tamil    |                                                                                                 |
| 2009 | Magadheera                    | Yuvarani Mithravindha Devi, Indira (Indu) | Telugu   | Nominated—Filmfare Award for Best Actress – Telugu                                              |
| 2009 | Ganesh Just Ganesh            | Divya                                     | Telugu   |                                                                                                 |
| 2009 | Arya 2                        | Geethanjali                               | Telugu   |                                                                                                 |
| 2010 | Om Shanti                     | Meghana                                   | Telugu   |                                                                                                 |
| 2010 | Darling                       | Nandini                                   | Telugu   | Nominated—Filmfare Award for Best Actress – Telugu                                              |
| 2010 | Naan Mahaan Alla              | Priya Sudharsan                           | Tamil    | Phiên bản tiếng Telugu: Naa Peru Shiva                                                          |
| 2010 | Brindaavanam                  | Bhoomi                                    | Telugu   | Đoạt giải, CineMAA Award for Best Actress                                                       |
| 2011 | Mr. Perfect                   | Priya                                     | Telugu   |                                                                                                 |
| 2011 | Veera                         | Chitti                                    | Telugu   |                                                                                                 |
| 2011 | Singham                       | Kavya Bhosle                              | Hindi    | Nominated- Filmfare Award for Best Female Debut Nominated- Zee Cine Award for Best Female Debut |
| 2011 | Dhada                         | Rhea                                      | Telugu   |                                                                                                 |
| 2012 | Business Man                  | Chitra                                    | Telugu   |                                                                                                 |
| 2012 | Maatraan                      |                                           | Tamil    | Post-production                                                                                 |
| 2012 | Thuppakki                     | Nisha                                     | Tamil    |                                                                                                 |
| 2012 | Special Chabbis               |                                           | Hindi    |                                                                                                 |
| 2012 | Baadshah                      |                                           | Telugu   |                                                                                                 |
| 2012 | VV Vinayak's Untitled Project |                                           | Telugu   |                                                                                                 |
| 2013 | Sukumar's Untitled Project    |                                           | Telugu   |                                                                                                 |
| 2013 | Saar Osthara                  |                                           | Telugu   | [ 1 ]                                                                                           |
| 2013 | All in All Azhagu Raja        |                                           | Tamil    |                                                                                                 |